# Humaine (album)
Pour les articles homonymes, voir Humain.
Albums de Hélène Ségara
Hélène
(2002) Le Best Of
(2004)
Singles
1. L'amour est un soleil
2. Encore une fois
3. On n'oublie jamais rien, on vit avec

Humaine, le troisième album de la carrière d'Hélène Segara, est sorti le 10 mars 2003, porté par un single diffusé en radio quelques jours avant.

## Historique
Pour ce troisième album, Hélène s'est entourée de plusieurs auteurs-compositeurs qui avaient déjà travaillé pour elle sur les deux précédents albums studio, comme les frères Nacash et Christian Loigerot. Gioacchino Maurici, frère du chanteur français Calogero, a participé à la musique de "Regarde", Patrick Juvet a composé celle de "Je rêve", tandis que Pierre Souchon, fils d'Alain Souchon, a fait celle de "On ne dit pas". La chanson "Je n'oublie que toi" a été entièrement composée par le célèbre chanteur et compositeur français Maxime Le Forestier.
Quatre des cinq singles de cet album sont sortis sous forme de CD singles. "L'Amour est un soleil" (numéro deux) et le duo avec Laura Pausini "On n'oublie jamais rien, on vit avec" (numéro trois) ont été certifiés disque d'or, tandis que "Encore une fois" (numéro 32) et "On ne dit pas" (numéro 26) ont eu moins de succès.

## Titres
| No  | Titre                                                            | Durée |
| --- | ---------------------------------------------------------------- | ----- |
| 1.  | Humaine                                                          |       |
| 2.  | Encore une fois                                                  |       |
| 3.  | L'amour est un soleil                                            |       |
| 4.  | Elle rentrait de l'école                                         |       |
| 5.  | Regarde                                                          |       |
| 6.  | On ne dit pas                                                    |       |
| 7.  | L'île de nous                                                    |       |
| 8.  | Petite vie                                                       |       |
| 9.  | On n'oublie jamais rien, on vit avec (en duo avec Laura Pausini) |       |
| 10. | Ma vie tient en deux mots                                        |       |
| 11. | Je n'oublie que toi                                              |       |
| 12. | Petites douleurs                                                 |       |
| 13. | Tant bien que mal                                                |       |
| 14. | Je rêve                                                          |       |

## Personnel
- Guitares : Pierre Jaconelli (2-4, 7, 9, 10), Claude Engel (1), Manu Galvin (8, 12, 13), Olivier Marly (5), Jean-Félix Lalanne (11), Basile Leroux (6 ), Sébastien Chouard (14)
- Contrebasse : Dominique Bertram (8, 12, 13), Laurent Verneray (5), Bernard Paganotti (11), Guy Delacroix (6), Jean-Marc Haroutiounian (14)
- Banjo : Jean-Yves Lozaëh (6)
- Violons : Christophe Guiot (2-5, 7, 9-11, 14), Élisabeth Pallas (11)
- Alto : François Gneri (11)
- Violoncelle : Jean-Philippe Audin (11)
- Direction des cordes : David Sinclair Whitaker (2-4, 7, 10), Khalil Chahine (1, 8, 9, 12, 13), Sébastien Surel (5), Gérard Capaldi et Henri Cavalier (14)
- Piano : Jean-Christophe Soullier (8, 12, 13)
- Claviers : Dominique Bertram (8, 12, 13), Julien Schulteis (6)
- Batterie : Ian Thomas (2-4, 7, 9, 10), Thierry Chauvet-Peillex (8, 12, 13), Loïk Ponthieu (5), Marquito (11), Régis Ceccarelli (6), Laurent Coppola (14 )
- Percussions : Denis Benarrosh (2-4, 7, 9, 10), Sydney Thiam (8, 12, 13)
- Arrangements : Pierre Jaconelli (2-4, 7, 9, 10), Khalil Chahine (1, 8, 12, 13), Calogero et Gioacchino (5), Jean-Félix Lalanne (11), Régis Ceccarelli (6), Gérard Capaldi (14)
- Programmation claviers : Sébastien Cortella (2-4, 7, 9, 10), Celmar Engel (1, 8, 12, 13), Christophe Voisin (5), Jean-Félix Lalanne (11), Gérard Capaldi (14)

## Sources
- (fr) Site officiel d'Hélène Ségara